# Simon Bird
Simon Antony Bird (Guildford, 19 de Agosto 1984) é um ator e comediante Inglês. Ele é mais conhecido por interpretar Will McKenzie na sitcom The Inbetweeners.

## Filmografia

### Cinema
| Ano  | Título                     | Papel          |
| ---- | -------------------------- | -------------- |
| 2011 | The Inbetweeners - O Filme | Will McKenzie  |
| 2013 | The Look of Love           | Jonathan Hodge |
| 2013 | The Harry Hill Movie       | Ed             |
| 2014 | The Inbetweeners 2         | Will McKenzie  |
| 2016 | Ernestine & Kit            |                |

### Televisão
| Ano           | Título              | Papel                                  |
| ------------- | ------------------- | -------------------------------------- |
| 2008–2010     | The Inbetweeners    | Will McKenzie                          |
| 2010          | The King is Dead    | Ele mesmo                              |
| 2011          | Comedy Showcase     | Cecil                                  |
| 2011–presente | Friday Night Dinner | Adam Goodman                           |
| 2013          | Chickens            | Cecil                                  |
| 2015–2016     | Drunk History: UK   | D.I. Charles Buggy / Winston Churchill |